# Марк Октавий (эдил)
Марк Окта́вий (лат. Marcus Octavius; умер в 46 году до н. э. или не ранее 31 года до н. э.) — римский политический деятель и военачальник из плебейского рода Октавиев, курульный эдил 50 года до н. э. Участвовал в гражданской войне между Гаем Юлием Цезарем и Гнеем Помпеем Великим на стороне последнего. Одержал ряд побед в Далмации, но в 47 году до н. э. был разбит Публием Ватинием. Позже участвовал в Африканской войне. Согласно одной из версий, командовал частью флота Марка Антония в битве при Акции в 31 году до н. э.

## Биография
Благодаря двум письмам Марка Туллия Цицерона известно, что Марк Октавий считался знатным человеком и что его отец носил преномен Гней. Соответственно исследователи полагают, что Марк был сыном консула 76 года до н. э. и внуком народного трибуна 133 года до н. э., тоже Марка. Какими-то узами (предположительно через свойство) Октавий был связан с Аппием Клавдием Пульхром, консулом 54 года до н. э.
Первые упоминания о Марке Октавии относятся к 51 году до н. э., когда он выступал в роли посредника между Аппием Клавдием Пульхром и Марком Туллием Цицероном. Последний должен был стать преемником Пульхра в качестве наместника Киликии и 4 июня написал ему из Брундизия, находясь в пути на Восток: «И Квинт Фабий Вергилиан, и Гай Флакк, сын Луция, а особенно тщательно Марк Октавий, сын Гнея, рассказали мне, что ты ставишь меня очень высоко». В это же время Октавий добился избрания курульным эдилом на 50 год до н. э., одержав победу над Гаем Луцилием Гирром; его коллегой стал Марк Целий Руф. Известно, что Октавий надеялся получить из Киликии кибирских пантер для игр и обращался с соответствующей просьбой к другу Цицерона Аттику, но получил отказ. Цицерон в связи с этим написал другу, что считает его ответ «прекрасным»: заставлять провинциалов ловить зверей для Рима он в любом случае не стал бы.
В 49 году до н. э., когда внутриполитическая борьба в Риме переросла в гражданскую войну, Октавий встал на сторону Гнея Помпея Великого. Армия Гнея переправилась на Балканы; Марк совместно с Луцием Скрибонием Либоном возглавил одну из эскадр в составе большого помпеянского флота под командованием Марка Кальпурния Бибула, задачей которого было запереть вражескую армию в Италии. До конца 49 года до н. э. Октавий вытеснил из Далмации цезарианца Публия Корнелия Долабеллу и заставил капитулировать Гая Антония с пятнадцатью когортами (Луций Анней Флор в связи с этими событиями пишет о легате Октавии Либоне).
Либон вскоре ушёл с частью флота к Керкире. Октавий же осадил город Салоны, но встретил там ожесточённое сопротивление. Местные жители освободили всех взрослых рабов и дали им оружие, обрезали волосы у всех женщин, чтобы построить метательные машины. Однажды они предприняли вылазку всеми силами и застали осаждающих врасплох. Понеся большие потери (Орозий даже пишет о гибели почти всего войска), Октавий ушёл в Диррахий, на соединение с основными силами.
Летом 48 года до н. э., после поражения помпеянцев при Фарсале, Октавий с флотом снова появился в Далмации. Пополнив свои силы за счёт множества беглецов и местных жителей, он потеснил цезарианского наместника Квинта Корнифиция. Пришедший на помощь Корнифицию Авл Габиний понёс большие потери из-за нехватки продовольствия и военных действий против местных общин и вскоре умер; в результате у Октавия появилась «большая надежда на овладение провинцией» (начало 47 года до н. э.). Но тут в Далмации высадился цезарианец Публий Ватиний, комендант Брундизия. Октавию пришлось снять осаду с Эпидавра и дать врагу морское сражение у острова Таврида, превратившееся из-за тесноты в подобие сухопутной схватки. Марк потерпел поражение, был ранен и с трудом спасся вплавь. После этой битвы он собрал немногие уцелевшие корабли и уплыл в Африку, где находились тогда многие вожди помпеянцев.
В Африке Октавий снова командовал флотом. Известно, что в феврале 46 года до н. э. он крейсировал вместе с Публием Аттием Варом у побережья и захватил у острова Эгимур одну трирему из цезарианского флота. Согласно Плутарху, после поражения при Тапсе Октавий с двумя легионами разбил лагерь близ Утики и предложил Марку Порцию Катону «условиться о разделе власти и начальствования». Тот ничего не ответил, сказав только своим друзьям: «Можно ли удивляться, что дело наше погибло, если властолюбие не оставляет нас даже на самом краю бездны!»
О дальнейшей судьбе Марка Октавия ничего не известно. Нобиль с таким именем командовал совместно с Марком Инстеем центральной частью боевого порядка Марка Антония в битве при Акции 2 сентября 31 года до н. э. Вильгельм Друман уверен, что это другой человек; Фридрих Мюнцер допускает как вероятность отождествления, так и вероятность того, что Марк Октавий погиб в Африке вскоре после Тапса.